# Dysdera gruberi
Dysdera gruberi là một loài nhện trong họ Dysderidae.
Loài này thuộc chi Dysdera. Dysdera gruberi được Christa Deeleman-Reinhold miêu tả năm 1988.